# Gertrud Leibbrand
Gertrud Leibbrand, geb. Schneck, ehem. Strohbach (* 31. Dezember 1911 in Stuttgart; † 12. Juli 2002 in Berlin) war eine deutsche Politikerin, die 1930 der Kommunistischen Partei Deutschlands (KPD) beigetreten ist.

## Leben und Beruf
Gertrud Schneck wurde als Tochter des kommunistischen Politikers Karl Schneck und dessen Ehefrau Emma geboren und wuchs in Stuttgart in einem kommunistisch geprägten Umfeld auf. Sie beendete die Mittelschule nach der 9. Klasse und arbeitete ab 1927 als Sekretärin und Büroangestellte. In dieser Zeit trat sie dem Kommunistischen Jugendverband Deutschlands (KJVD) und der Gewerkschaft (ZdA) bei. 1929 zog sie nach Halle (Saale), wo sie eine Anstellung als Redaktionssekretärin bei der Tageszeitung Klassenkampf hatte, ein Jahr später trat sie der Kommunistischen Partei Deutschlands (KPD) bei. Sie kehrte 1931 zurück nach Stuttgart, um dort beim Organisationssekretariat der KPD Württemberg tätig zu sein. Durch ihre erste Heirat 1932 trug sie den Familiennamen Strohbach. Mit Beginn der Nazi-Zeit war sie politischer Verfolgung ausgesetzt. Aufgrund ihrer politischen Tätigkeit wurde sie von März 1933 bis September 1933 im Frauenuntersuchungsgefängnis Stuttgart und anschließend im sogenannten Frauen-Schutzhaft-Lager Gotteszell bei Schwäbisch Gmünd inhaftiert.
Nach dem Zweiten Weltkrieg führte sie ihre politische Arbeit fort. Ab 1946 arbeitet sie als Redaktionssekretärin für die Zeitschrift Das Neue Wort und engagierte sich im überparteilichen Stuttgarter Frauenausschuss. 1947 hatte sie sich scheiden lassen. Zwischen 1951 und 1953 gehörte sie der Fraktion der KPD im Deutschen Bundestag an. Sie beendete ihr Mandat, um mit ihren beiden Kindern, die 1939 und 1942 geboren waren, in die DDR überzusiedeln. Hier heiratete sie 1954 den KPD-Politiker Robert Leibbrand, der zuvor ebenfalls Bundestagsabgeordneter und bereits zwei Jahre zuvor in die DDR übergesiedelt war. In der DDR arbeitete Leibbrand im Ausschuß für deutsche Einheit, beruflich beschäftigte sie sich intensiv mit dem Thema "Frauen in Beruf und Gesellschaft – die Entwicklung in den beiden deutschen Staaten".
Gertrud Leibbrand war ab 1963 verwitwet, sie starb am 12. Juli 2002 in Berlin.

## Partei
Leibbrand schloss sich 1927 der sozialistischen Arbeiterbewegung an und trat 1930 in die KPD ein, der sie bis zu ihrem Verbot 1933 angehörte. Nach 1945 war sie erneut Mitglied der Partei. Seit 1950 fungierte sie als Leiterin des Frauensekretariates im Landesvorstand der KPD Württemberg-Baden.

## Abgeordnete
Leibbrand war nach 1945 Ratsmitglied der Stadt Stuttgart. Dem Deutschen Bundestag gehörte sie vom 16. Mai 1951, als sie für den ausgeschiedenen Abgeordneten Hermann Nuding nachrückte, bis 1953 an. Sie zog über die Landesliste Württemberg-Baden ins Parlament ein.